# Ngorchen Könchog Lhündrub
| Tibetische Bezeichnung                                |
| ----------------------------------------------------- |
| Tibetische Schrift: ངོར་ཆེན་དཀོན་མཆོག་ལྷུན་གྲུབ               |
| Wylie-Transliteration: ngor chen dkon mchog lhun grub |

Ngorchen Könchog Lhündrub (tib. ngor chen dkon mchog lhun grub ; geb. 1497; gest. 1557) war der 10. Abt des Ngor-Klosters. Er war ein Schüler von Könchog Gyeltshen (dkon mchog rgyal mtshan; 1388–1469). Er ist der Verfasser des Werkes Drei Visionen (snang gsum mdzes rgyan), eines Grundlagenwerks der Sakya-Tradition, in der es die am weitesten verbreitete Darstellung des Sutra-Pfades ist. Er ist auch Verfasser einer berühmten Geschichte des Buddhismus in Indien und Tibet unter besonderer Berücksichtigung der Ngor-Tradition, des Ngor chos 'byung (Kurztitel), das 1692 von Ngorchen Sanggye Phüntshog (ngor chen sangs rgyas phun tshogs; 1649–1705), dem 25. Abt des Ngor-Klosters, fertiggestellt wurde.

## Werke
- rGyud-gsum mdzes-rgyan („Ein schöner Schmuck für die drei Kontinua“).
- sNang-gsum mdzes-rgyan („Ein schöner Schmuck für die Drei Erscheinungen“) / Three Continua Rgyud gsum mdzes rgyan
- A history of Buddhism: being the text of Dam pa’i chos kyi byung tshul legs par bsad pa bstan pa rgya mtshor ’jug pa’i gru chen zhes bya ba rtsom ’phro kha skong bcas. New Delhi: Ngawang Topgey, 1973

### Übersetzungen

#### Englisch
- The beautiful ornament of the three visions by Ngorchen Konchog Lhundrub; foreword by H.H. Sakya Trizin; translated by Lobsang Dagpa and Jay Goldberg. 1991 Snow Lion in Ithaca, N.Y., USA (Online-Auszug)